# Netscape Navigator 9
Netscape Navigator 9（ネットスケープ ナビゲーター 9）は、Mercurial Communicationsが開発し、AOLがリリースするNetscapeシリーズのウェブブラウザのバージョン9。

## 詳細
2007年1月23日に開発元のブログにおいて、バージョン「9」の開発が公表される。同年6月5日には最初のβ版が公開され、10月15日には9.0の正式版が公開された。バージョン9はMozilla Firefox 2.0.0.xの拡張機能をサポートし、またバージョン8でサポートされなかったMac OS XやLinux環境もサポートする。また、バージョン9では「Netscape Navigator」の名称が復活している。その代わり、8.1.3に存在したセキュリティセンターや、8.0にあったIEエンジン切り替え機能とそれに関連したサイト別セキュリティ設定機能は廃止された（ただし拡張機能IE Tabで似たような機能を追加できる）。このバージョンでは、一時的なブックマーク機能の「リンクパッド」と、ウェブページをサイドバーでも表示する「ミニブラウザ」機能が追加されている。バージョン8系列に引き続き英語版のみの公開であったが、有志により日本語化パックが作成・公開されていた（現在は公開終了）。
余談だが、NetscapeがFirefoxのデザインをNetscape 9風にすることが出来るテーマ「Netstripe」を開発、Mozillaなどで配布していたが、Netscapeの開発終了に伴い、こちらも公開終了となった。それに代わり、Firefoxに加えてThunderbirdでもMessenger 9風にできるようになった「Simple Green」テーマがNetscapeのテーマ開発者により制作され、公開された

## バージョンの変遷
- 2007年1月23日 - バージョン9に関する情報が開発元のブログにおいて公開される
- 2007年6月5日 - Beta1 公開
- 2007年7月12日 - Beta2 公開
- 2007年8月15日 - Beta3 公開
- 2007年10月1日 - ReleaseCandidate1 公開。実装予定だったNetscape.comとの連動機能が、サイト構成の変更により廃止される。
- 2007年10月15日 - 9.0正式版公開
- 2007年10月22日 - 9.0.0.1公開。Firefox 2.0.0.8相当の脆弱性の修正。
- 2007年11月2日 - 9.0.0.2公開。ロケーションバーから検索を行った際のバグの修正。
- 2007年11月3日 - 9.0.0.3公開。Firefox 2.0.0.9相当の脆弱性の修正。
- 2007年11月27日 - 9.0.0.4公開。Firefox 2.0.0.10相当の脆弱性の修正。
- 2007年12月10日 - 9.0.0.5公開。Firefox 2.0.0.11相当の不具合修正。
- 2008年2月20日 - Netscape最後のバージョンとなる、9.0.0.6公開。Firefox 2.0.0.12相当の脆弱性修正と、Firefox/Flockへのメジャーバージョンアップ通知・乗り替えを促す告知画面が表示される仕様に変更された。その関係で、WeatherBug拡張機能は外された。